# Texelse citroenkorst
Texelse citroenkorst (Caloplaca alstrupii) is een korstmos van het geslacht Caloplaca uit de familie Teloschistaceae. De soort werd voor het eerst beschreven door de Deense lichenoloog Ulrik Søchting in 1999. De soort is gevonden in onder andere Denemarken en Nederland, maar is later in Nederland verdwenen.

## Determinatie
Texelse citroenkorst heeft een grijsachtig, glad thallus met bolvormige areolen die op volwassen leeftijd scheuren en bleke, geelgroene soralen blootleggen. De apotheciën zijn gering in aantal en oranje van kleur. De isidiën (in deze vorm ook wel: schizidiën) zijn schubvormig. De soort werd in Denemarken voor het eerst gevonden op de bast van een oude plataan. In Nederland werd hij gevonden aan de rand van een eikenbosje.

## Verspreiding
Toen de soort begin 1999 voor het eerst beschreven werd in Denemarken, bestond er reeds een enkele collectie in Nederland. Deze werd in 1986 gevonden door mycoloog André Aptroot op het Waddeneiland Texel, waar de triviale naam voor de soort dus vandaan komt. In 1999, vóór de soort voor het eerst wetenschappelijk beschreven werd, werd geconcludeerd dat de soort op Texel en daarmee ook in Nederland was uitgestorven. Uit de verzamelde collectie kon vastgesteld worden dat het om dezelfde soort ging als die in Denemarken gevonden was. De collectie in Nederland is dus het eerst verzamelde exemplaar van de soort ter wereld. Hij werd in 2002 officieel opgenomen in de Nederlandse Rode Lijst voor korstmossen en heeft sindsdien de status verdwenen uit Nederland.
In Denemarken wordt Texelse citroenkorst gevonden op het eiland Seeland, dat in het oosten van het land ligt. Daar wordt hij ook wel bij de volksnaam Blære-orangelav genoemd. De soort is ook gevonden in Schotland, ten westen van het plaatsje Inverarish (Raasay) en ten zuidoosten van de stad East Kilbride.